# Gregory Porter
Gregory Porter (* 4. listopadu 1971 Sacramento) je americký zpěvák. Pochází z Kalifornie a v roce 2004 se usadil v Brooklynu, kde pracoval jako kuchař. Své první album nazvané Water vydal v roce 2010. Později vydal několik dalších alb, přičemž na tom čtvrtém hrál i český varhaník Ondřej Pivec. V roce 2017 vydal album s písněmi od či inspirované Natem Kingem Colem. Je držitelem ceny Grammy.

## Diskografie
- Water (2010)
- Be Good (2012)
- Liquid Spirit (2013)
- Take Me to the Alley (2016)
- Nat King Cole & Me (2017)
- All Rise (2020)